# Dog Boy
DOG BOY – debiutancki album studyjny amerykańskiego piosenkarza i  rapera ZillaKami'ego, wydany 17 września 2021 r. przez Hikari-Ultra i Republic. Na albumie gościnnie wystąpili: Lil Uzi Vert i Denzel Curry.

## Tło
Album wspierały cztery single: „CHAINS”, „BADASS” z Lil Uzi Vert, „FROSTY” i „Not Worth It” wszystkie zostały wydane w 2021 roku. Po początkowym planowaniu wydania projektu zatytułowanego Anti, ZillaKami zapowiedział album DOG BOY na swoim Instagramie w kwietniu 2020 roku. W styczniu następnego roku potwierdził, że będzie się składał z 16 utworów i będzie podzielony na osiem spokojniejszych utworów i osiem agresywniejszych.
Pod koniec lipca 2021 roku w internecie ukazała się lista utworów. Użytkownik, który ją przesłał, twierdził, że DOG BOY zostanie wydany we wrześniu 2021 roku, co ostatecznie okazało się prawdą.

## Lista utworów
Opracowano na podstawie materiału źródłowego.
1. „Chewing Gum!” – 2:01
2. „CHAINS”  – 2:53
3. „Lemon Juice” – 1:56
4. „Not Worth It” – 1:46
5. „Hello” – 2:28
6. „Bleach” (gościnnie: Denzel Curry) – 2:30
7. „631 MAKES ME” – 1:08
8. „IHY" – 2:08
9. „BADASS”(gościnnie: Lil Uzi Vert) – 3:06
10. „Tactical Nuke Interlude”  – 0:46
11. „Nissan Only” – 1:48
12. „Black Cats” – 1:39
13. „dedgirl” – 1:57
14. „FROSTY” – 2:50
15. „Space Cowboy” – 2:23